# Samyr Lainé
Samyr Laine (ur. 17 lipca 1984 w Nowym Jorku) – haitański lekkoatleta specjalizujący się w trójskoku, olimpijczyk, rekordzista kraju.
W 2007 startował na igrzyskach panamerykańskich w Rio de Janeiro, na których uplasował się na 10. miejscu. Nie udało mu się przejść przez eliminacje mistrzostw świata w Berlinie (2009) oraz halowych mistrzostw świata w Doha (2010). Zdobywca brązowego medalu igrzysk Ameryki Środkowej i Karaibów. W 2011 zdobył złoto na mistrzostwach Ameryki Środkowej i Karaibów w Mayagüez. W tym samym roku uplasował się na 5. miejscu podczas igrzysk panamerykańskich oraz bez powodzenia startował na mistrzostwach świata w Daegu. Nie przeszedł przez eliminacje halowych mistrzostw świata w Stambule (2012). W tym samym roku reprezentował Haiti na igrzyskach olimpijskich w Londynie, na których zajął 11. miejsce.
Podczas studiów na Uniwersytecie Harvarda, Laine dzielił pokój w college'u z Markiem Zuckerbergiem, założycielem serwisu społecznościowego Facebook.
Rekordy życiowe: stadion – 17,39 (24 lipca 2009, Bogota); hala – 16,91 (27 lutego 2011, Fairfax), rezultaty te są rekordami Haiti.

## Osiągnięcia
| Rok  | Impreza                                  | Miejsce        | Lokata            | Wynik  |
| ---- | ---------------------------------------- | -------------- | ----------------- | ------ |
| 2007 | Igrzyska panamerykańskie                 | Rio de Janeiro | 10. miejsce       | 15,45  |
| 2009 | Mistrzostwa świata                       | Berlin         | el. – 29. miejsce | 16,34  |
| 2010 | Halowe mistrzostwa świata                | Doha           | el. – 16. miejsce | 16,30  |
| 2010 | Igrzyska Ameryki Środkowej i Karaibów    | Mayagüez       | 3. miejsce        | 17,01  |
| 2011 | Mistrzostwa Ameryki Środkowej i Karaibów | Mayagüez       | 1. miejsce        | 17,09  |
| 2011 | Mistrzostwa świata                       | Daegu          | el. – 19. miejsce | 16,38  |
| 2011 | Igrzyska panamerykańskie                 | Guadalajara    | 5. miejsce        | 16,39  |
| 2012 | Halowe mistrzostwa świata                | Stambuł        | el. – 13. miejsce | 16,06  |
| 2012 | Igrzyska olimpijskie                     | Londyn         | 11. miejsce       | 16,65  |
| 2013 | Mistrzostwa świata                       | Moskwa         | 11. miejsce       | 16,09  |
| 2014 | Halowe mistrzostwa świata                | Sopot          | el. – 10. miejsce | 16,13  |
| 2014 | Igrzyska Ameryki Środkowej i Karaibów    | Xalapa         | 6. miejsce        | 16,08  |
| 2015 | Igrzyska panamerykańskie                 | Toronto        | 6. miejsce        | 16,43  |
| 2015 | Mistrzostwa NACAC                        | San José       | 4. miejsce        | 16,38w |
| 2015 | Mistrzostwa świata                       | Pekin          | el. – 22. miejsce | 16,23  |